# بيبي نس
ماكينة صناعه حليب الرضيع «بيبي نس» هي ماكينة مشروبات مصنعه من قبل شركة نستله، والتي تقوم بتصنيع حليب الأطفال عن طريق كبسولات غير قابلة للاستخدام مره اخري - مثل ماكينة القهوة «نسبرسو» المصنعه من قبل شركة نستله أيضا – وهذا المننتج قد صمم لإعادة نجاح ماكينة صناعة القهوة في مجال صناعة حليب الأطفال 

## التاريخ
وقد عرض أول مرة في سويسرا في الخامس والعشرين من مايو عام 2011 . وقد أشارت صحيفة الوول ستريت إلي أن ماكينة صناعة القهوة تعد أسرع المنتجات انتشارا خلال عام 2011 بعد ارتفاع مبيعاتها بنسبة 20% خلال عام 2010، وقد تسبب في عدد من الإجراءات القانونية ضد المنافسين. وقد حققت شركة نستلة مبيعات قوية للمنتج بحلول نهاية عام 2011.

## تفاصيل المنتج
تستخدم ماكينة صناعة حليب الرضع «بيبي نس» كبسولة خاصه من مسحوق الحليب - ذات استخدام واحد – مع الماء لصنع حصة واحدة من حليب الرضع. وقد وصفت شركة نستلة هذه التكنولوجيا بأنها غاية في التطور، كما أكدت علي نظافتها وسرعتها وسهولة استخدامها. وقد صرحت الشركة أن الماكينة تُحضر الحصة الواحدة بكل دقة وتحت درجة حرارة مناسبة، بضغطة زر وفي أقل من دقيقة واحدة. الكبسولات تأتي في حجمين وست تركيبات وفقاً لعمر الطفل ووزنه. تأتي الماكينة بشريحة للتأكد من صحة الكبسولات. ولوحظ أن الماكينة ذات سعر عالٍ وأن تكلفة الكبسولات أربع أضعاف ماكينة نسبرسو.

### نجاح المنتج
وقد تخطت مبيعات ماكينة «بيبي نس» التوقعات في شهر أغسطس 2011. وفي يونيو 2011 أعلنت منصة شركة نستلة بداية الترويج للماكينة خارج سويسرا بحلول عام 2012، كما أعلنت عن شروط تأجير الماكينات.